# 鳥安
鳥安（とりやす）は、合鴨料理屋の老舗。創業は1872年（明治5年）10月。東京都中央区東日本橋に所在。

## 概要
- 秋田藩の江戸藩邸留守居役であった初代渡邊大助が当時縁の深かった5代目尾上菊五郎丈に勧められて古今独歩「あひ鴨一品」の看板を掲げて両国橋の西詰めの米澤町に創業。
- 100年以上にわたり相鴨のすき焼きの店として今も昔と変わらぬ味と風情を残し続けている。
- 同店では、合鴨を「相鴨」「あひ鴨」とも表記している。
- 東都のれん会に加盟。
- 現在は五代目渡邊秀次。

## 話題
- 横光利一・谷崎潤一郎・島崎藤村・円地文子・小津安二郎・宮本三郎など、多くの文人らに愛され、その作品中にも描かれている。
  - 横光利一　「鶏園」
  - 六世尾上梅幸　「梅の下風」
  - 山本夏彦　「無想庵物語」

- 歌舞伎役者　五代、六代、七代尾上菊五郎丈も鳥安の愛好家の一人。
- 2006年（平成17年）店舗改築。

## 料理
- 料理は1コースのみ。相鴨の胸肉を皮付きのまま分厚く切って炭火に鉄鍋をかけ、ジイジイ焼きながらおろし醤油で食べるすきやき。